# Los Patos (Repubblica Dominicana)
Los Patos distretto municipale di Paraíso si trova posizionato ad alcuni chilometri a sud di Paraíso, dotato di una graziosa spiaggetta, a sua volta in prossimità di un piccolo estuario.